# Spirotropis modiolus
Spirotropis modiolus är en snäckart som beskrevs av Cristofori och Jan 1832. Spirotropis modiolus ingår i släktet Spirotropis och familjen Turridae. Inga underarter finns listade i Catalogue of Life.